# Nishiokoppe
Nishiokoppe (jap. 西興部村 Nishiokoppe-mura) – wieś w Japonii, w prefekturze Hokkaido, w podprefekturze Ohōtsuku. Według danych na rok 2020 miejscowość zamieszkiwało 1 053 mieszkańców , a gęstość zaludnienia wyniosła 3,4 os./km².